# Hoplias aimara
Pour les articles homonymes, voir Aymara (homonymie).
Espèce
Hoplias aimara, aussi nommé Aymara, est une espèce de poissons d'eau douce de la famille des Erythrinidae, elle-même de l'ordre des Characiformes, qu'on trouve dans les rivières d'Amérique du Sud, particulièrement en Guyane et au Brésil. Parce qu'il est situé parmi les prédateurs dans la chaine alimentaire, il est utilisé comme bioindicateur pour l'évaluation de la pollution générale par le mercure, notamment dans les zones concernées par l'orpaillage légal ou illégal. Dans les régions industrielles et concernées par le risque d'orpaillage, il est recommandé de ne pas le manger. 

## Description
Poisson carnivore diurne et nocturne, il fréquente une majorité de fleuves du bassin amazonien et notamment de Guyane où il était et reste localement l'un des aliments fréquents des populations amérindiennes.
Il peut atteindre 1,40 m pour 45 kg. Il se reproduit pendant la saison des pluies de décembre à mars.

## Alimentation
Il est piscivore, insectivore et surtout opportuniste : il attaque tous les animaux qui croisent son chemin en nageant (serpents, lézards, grenouilles, rongeurs...).

## Toxicologie, écotoxicologie, écoépidémiologie et bioindication
C'est une des espèces qui - comme H. malabaricus - peut fortement bioaccumuler (sous forme de méthylmercure hautement toxique) le mercure rejeté dans la nature par les orpailleurs, ou le mercure naturel méthylé dans les colonnes d'eau privée d'oxygène (anoxiques) des barrages hydroélectriques construits en zone tropicale et en amont desquels on n'a pas coupé les arbres (tel que celui du barrage EDF petit-Saut en Guyane). En France il fait notamment l'objet un suivi par le laboratoire HYDRECO du barrage de Petit-Saut.
Une étude (2019), basée sur les analyses de 575 poissons, capturés dans 134 différents sites de pêche dans 51 secteurs appartenant à 6 bassins fluviaux guyanais a montré comme contamination moyenne : l'Oyapock (chair contaminée à hauteur de 0,548 mg/kg en moyenne), Comté (0,624 mg/kg), Maroni (0,671 mg/kg), Approuague (0,684 mg/kg), Mana (fleuve) (0,675 mg/kg) et Sinnamary (1,025 mg/kg). Ces taux moyens ne doivent pas cacher une grande variation spatiale le long de chaque cours d'eau. De faibles contaminations sont observées en amont (0,471 mg/kg) et parfois en aval (0,424 mg/kg) des zones polluées par l'orpaillage. De même observe-t-on une dilution estuarienne. 
Les cartes récentes montrent que l'orpaillage (0,717 mg/kg) et/ou l'anoxie (eau) (moyenne : 1,029 mg/kg) sont les contextes où les contaminations sont les plus élevées pour le poisson Aimara. L'extraction de l'or présentant les effets les plus néfastes pour la santé publique et l'anoxie (fréquente dans ces secteurs souvent aussi déforestés et rendus turbides par les orpailleurs) aggrave encore la situation en termes de risque d'intoxication par le mercure (hydrargyrisme). Ce travail n'a détecté aucune différence notable entre les taux de mercure mesurés en Guyane dans l'aymara de 2005 à 2014, tant en zone vierge qu'en zone d'extraction d'or, mais les taux de mercure varient entre sites d'extraction d'or anciens (0,550 mg/kg) et actuels (plus contaminants pour le poisson avec en moyenne 0,717 mg/kg).

## Distribution, habitat et écologie
L'Aymara se rencontre sur la majeure partie du nord de l'Amérique du Sud dont dans les pays suivants : le Brésil, la Colombie, le Venezuela, le Guyana, la Guyane Française, le Suriname et l'île de Trinité. En particulier, il se trouve sur la partie médiane et basse de l'Amazonie (incluant les affluents Trombetas, Jari, Tapajós, Xingu y Tocantins) ainsi que sur les fleuves Araguari et Amapá dans l'État de l'Amapá au Brésil ou sur l’Orénoque au Venezuela.
En Guyane Française et notamment sur le fleuve Sinnamary, il y a une très grosse concentration d'Aïmaras, le prédateur est en haut de la chaîne alimentaire et s'est très bien adapté au lac du barrage de Petit-Saut créé en 1994. Sa belle population d'Aïmaras attire des pêcheurs sportifs du monde entier, le poisson pouvant provoquer des attaques foudroyantes aux leurres et ses tailles pouvant facilement dépasser les 10 kg font de la Guyane une destination de rêve exotique pour beaucoup de pêcheurs.
Souvent à l'affut dans les contre-courants des principales rivières et criques, l'Aymara est généralement un prédateur qui chasse en embuscade, mais il peut aussi se nourrir de manière opportuniste d'autres animaux qui tombent dans l'eau comme des invertébrés terrestres. 

Des attaques sur des vertébrés de grandes tailles tels que l'homme sont non prouvées. Comme beaucoup d'espèces aquatiques, l'Aymara est principalement actif au lever et coucher du soleil.
Le frai a lieu en début de la saison des pluies (entre décembre et mars). Selon sa taille, la femelle pond de 6 000 à 60 000 œufs.
Ce poisson est réputé pour la qualité de sa chair, mais aussi pour concentrer la pollution (par le mercure notamment). Il est néanmoins dans certaines régions toujours recherché, ce qui explique, ainsi les populations sont sévèrement réduites dans les régions habitées par l'homme.